# Carl Torpadius
Carl Torpadius, född 1729 i Stockholm, död där i maj 1764, var en svensk ämbetsman (sekreterare i Rikets ständers bank) och författare.
Han var son till Elias Torpadius och halvbror till Johan Israel Torpadius. I likhet med sin bror var han ledamot av Tankebyggarorden, och delog i Våra försök (del 1-3, 1753-1755) under signaturen W-m eller anonymt. Det mest kända av hans stycken är ett anakreontiskt ode, Lät sunnanvädret slaska (flera gånger omtryckt).